# Dolina Zielona Gąsienicowa

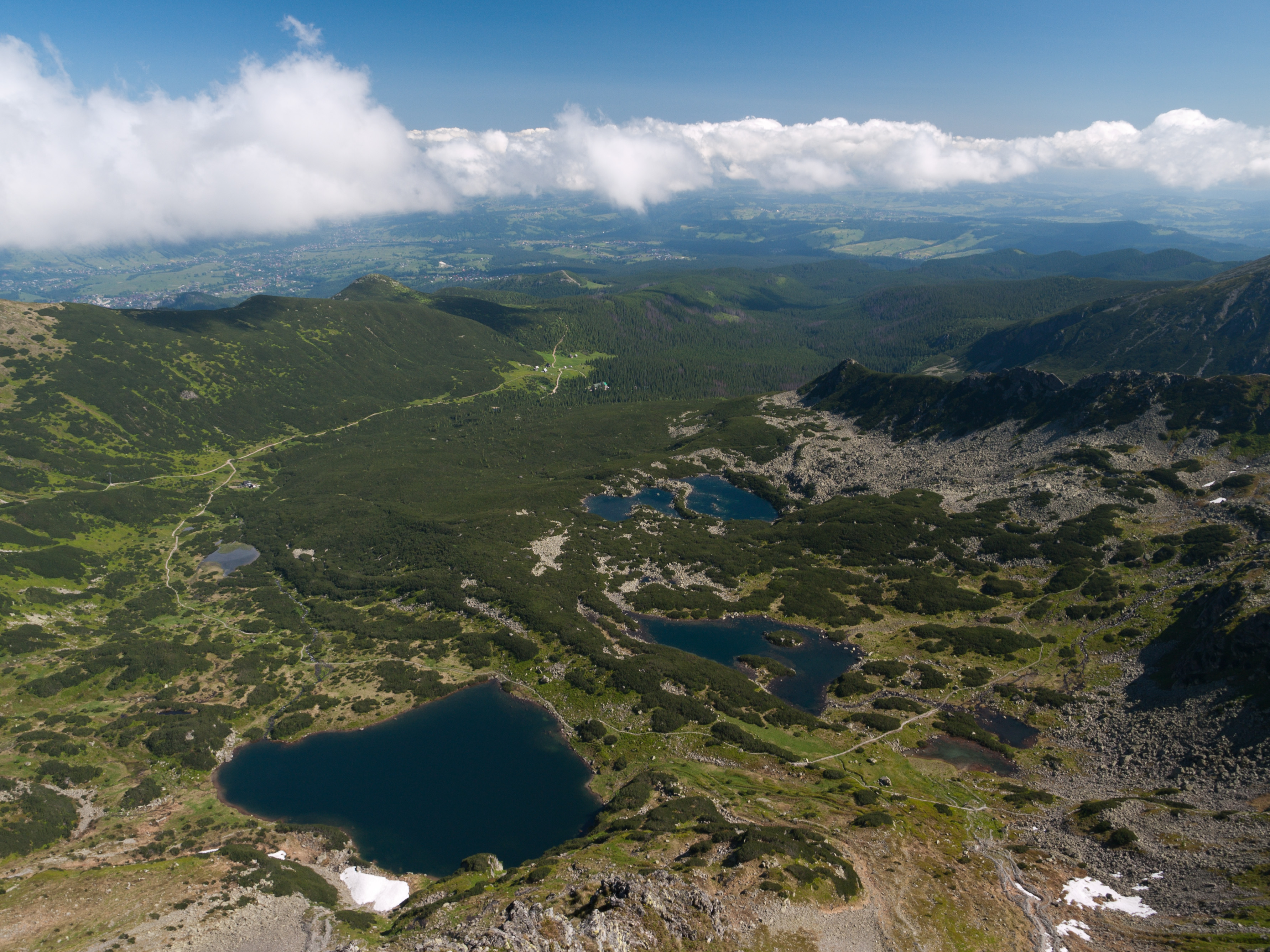
Dolina Zielona Gąsienicowa – widok ze Skrajnej Turni

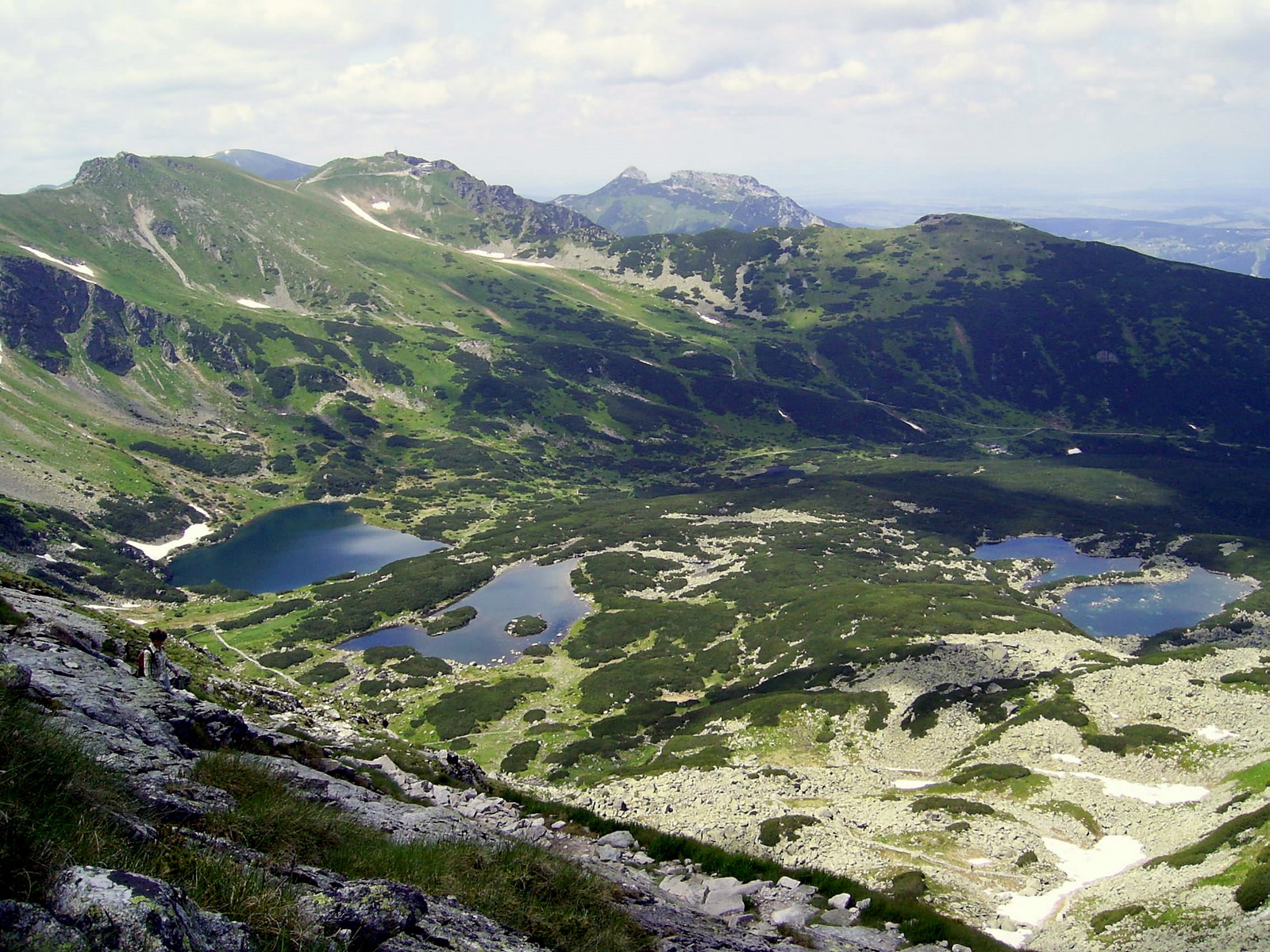
Widok na Dolinę Zieloną Gąsienicową z Kościelca. Widoczne Zielony Staw, Kurtkowiec i Dwoisty Staw, u góry Beskid, Kasprowy Wierch i Giewont

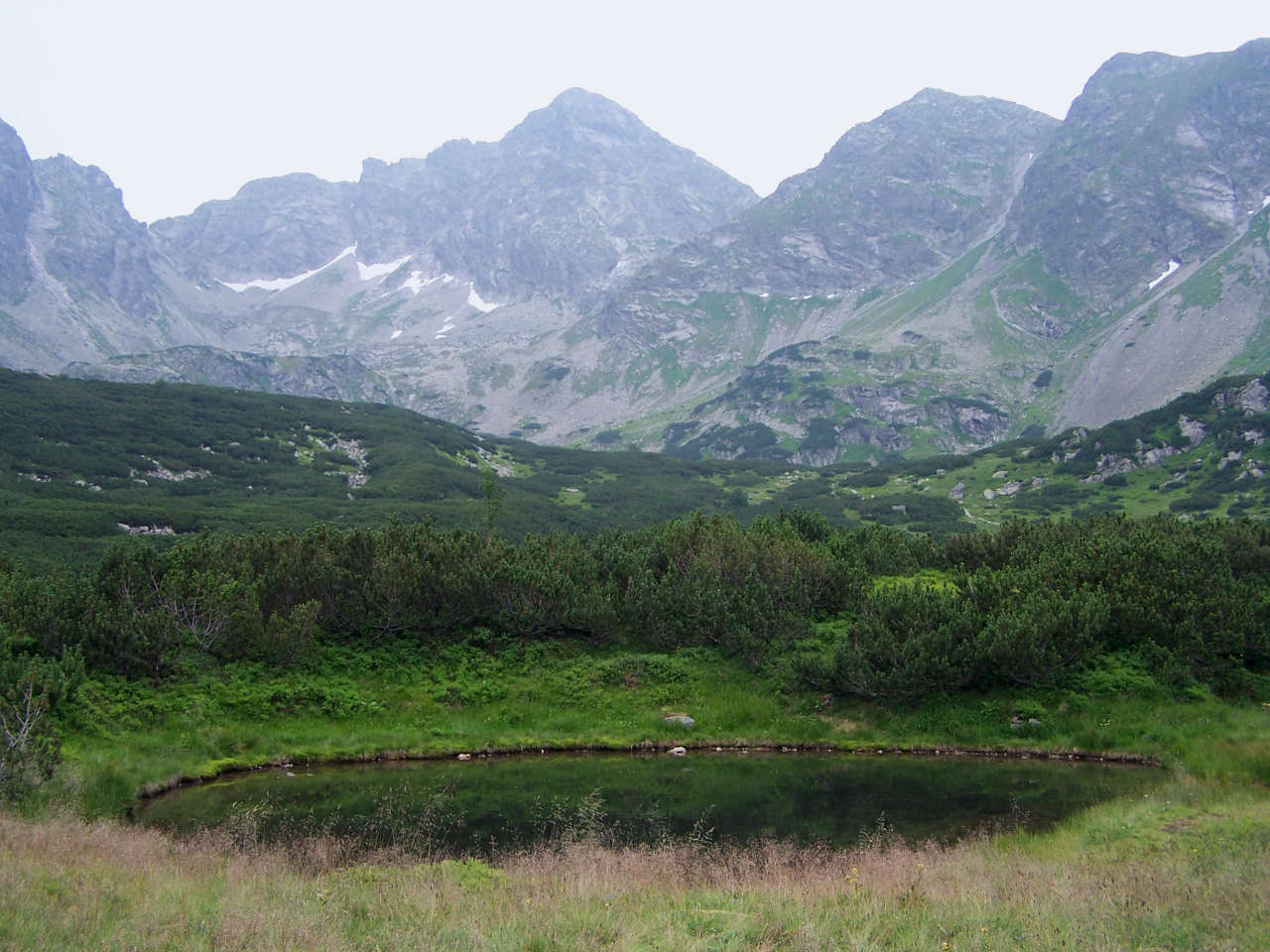
Otoczenie Doliny Zielonej Gąsienicowej: Świnica, Pośrednia i Skrajna Turnia. Na pierwszym planie Troiśniak Pośredni

Dolina Zielona Gąsienicowa – południowo-zachodnia część Doliny Gąsienicowej w Tatrach. Znajduje się ona na przedłużeniu Doliny Suchej Wody, gdzie tworzy duży, niemal płaski teren zwany Roztoką Stawiańską, ciągnąc się aż po szczyty głównej grani Tatr i wschodniej grani Świnicy – od Kasprowego Wierchu po Zawratową Turnię. Od Doliny Czarnej Gąsienicowej oddzielona jest na wschodzie grzbietem górskim utworzonym przez Mały Kościelec i Kościelec. Od północnego zachodu ograniczają ją stoki Uhrocia Kasprowego. W jej południowej, górnej części znajdują się kotły polodowcowe: Świnicka Kotlinka i Mylna Kotlinka. Poniżej Mylnej Kotlinki położony jest teren pokryty rumowiskami, zwany Zadnim Kołem. Pod Kasprowym Wierchem znajduje się Dolina Sucha Stawiańska, nazywana również Kotłem Kasprowym lub Gąsienicowym.
W Dolinie Zielonej Gąsienicowej znajduje się aż 19 z 21 stawów Doliny Gąsienicowej. O tylu stawach wspomina Witold Henryk Paryski w przewodniku Tatry Wysokie. W rzeczywistości liczba stawów jest zmienna i wynosi od 19 do 22. Niektóre z nich to małe, okresowe stawki, które podczas suchego lata całkowicie wysychają. Większe stawy to: Zielony Staw Gąsienicowy (3,764 ha), Długi Staw Gąsienicowy (1,564 ha), Kurtkowiec (1,536 ha z wyspą), Dwoisty Staw Gąsienicowy (1,355 i 0,880 ha), Zadni Staw Gąsienicowy (0,515 ha), Litworowy Staw Gąsienicowy (0,407 ha), Czerwone Stawki Gąsienicowe (0,196 i 0,138 ha). Do mniejszych stawów (poniżej 0,05 ha) należą: Dwoiśniaczek, Dwoiśniak, Jedyniak, Kotlinowy Stawek, Samotniak, Troiśniak. Tuż przy żółtym szlaku turystycznym ze schroniska „Murowaniec” na Kasprowy Wierch, ok. 300 m od schroniska, znajduje się jeszcze zagłębienie wypełnione wodą – Mokra Jama, nieuwzględniona w klasycznych opracowaniach tatrzańskich.

## Szlaki turystyczne
od schroniska „Murowaniec” przez Roztokę Stawiańską i Gienkowe Mury na Kasprowy Wierch. Czas przejścia: 1:25 h, ↓ 1:05 h
 z Roztoki Stawiańskiej na Świnicką Przełęcz.
- Czas przejścia od rozgałęzienia ze szlakiem żółtym: 1:25 h, ↓ 1:05 h
- Czas przejścia od Murowańca: 1:55 h, ↓ 1:30 h

 od Gienkowych Murów na przełęcz Liliowe.
- Czas przejścia od rozgałęzienia ze szlakiem żółtym: 50 min, ↓ 35 min
- Czas przejścia od Murowańca: 1:30 h, ↓ 1:10 h

 szlak łączący szlak czarny z przełęczą Karb. Czas przejścia: 30 min, ↓ 20 min.